# كأس كوسوفو 2015–16
كأس كوسوفو 2015–16 هو موسم من كأس كوسوفو. فاز فيه نادي بريشتينا.